# Лаббе де Помпьер, Гийом Ксавье
Гильом Ксавье Лаббе де Помпьер (фр. Guillaume-Xavier Labbey de Pompières; 3 мая 1751, Безансон — 14 мая 1831, Париж) — французский политический деятель.
Сын адвоката. Служил в артиллерии, выйдя в отставку в звании капитана в 1789 году. В 1793 г. был арестован по обвинению в антиреволюционных настроениях и провёл полтора года в тюрьме. Перебравшись в Сен-Кантен, был избран в городское управление, затем стал советником префектуры департамента Эна, в 1812 г. исполнял обязанности префекта.
В 1813 году был избран в Законодательный корпус Франции. Он приветствовал реставрацию Бурбонов 1814 года, но вступил в ряды либеральной партии и боролся против возобновления цензуры. Во время второй Реставрации постоянно боролся с ультрароялистской партией, отстаивал свободу печати, восставал против французской интервенции в Испанию 1823 года, в 1830 году голосовал за Адрес 221-го, поддержал установление Июльской монархии, однако был разочарован её первыми антилиберальными шагами, перестал участвовать в заседаниях парламента и вскоре умер.
Дочь Лаббе де Помпьера вышла замуж за Одилона Барро.